# Lijepa naša domovino
Das Lied Lijepa naša domovino (Unsere schöne Heimat), kurz Lijepa naša (Unsere Schöne), ist seit 1990 die Nationalhymne der Republik Kroatien. Zuvor war sie bereits offizielle Hymne des Unabhängigen Staates Kroatien (1941–1945) und der Sozialistischen Republik Kroatien (1972–1990). Entstanden aus dem 1835 veröffentlichten und 1846 vertonten Gedicht Horvatska domovina (Kroatische Heimat) wurde das Lied bereits 1891 als „die kroatische Hymne“ bezeichnet und als solche auch bei offiziellen Anlässen gespielt.

## Text

### Amtliche Version
Zur amtlichen Nationalhymne gehören gegenwärtig die vier Verse 1, 2, 13, und 14 des Originaltextes. Gesungen werden gewöhnlich nur die erste und die letzte Strophe. Beim Absingen der Hymne wird meist die rechte Hand auf das Herz gelegt.
| Kroatischer Text                                                                                     | Deutsche Übersetzung |
| --- | --- |
| Lijepa naša domovino, Oj junačka zemljo mila, Stare slave djedovino, Da bi vazda sretna bila!        | Unsere schöne Heimat, O heldenhaftes liebes Land, Alten Ruhmes Vätererbe, Ewig sollst du glücklich sein!                                                        |

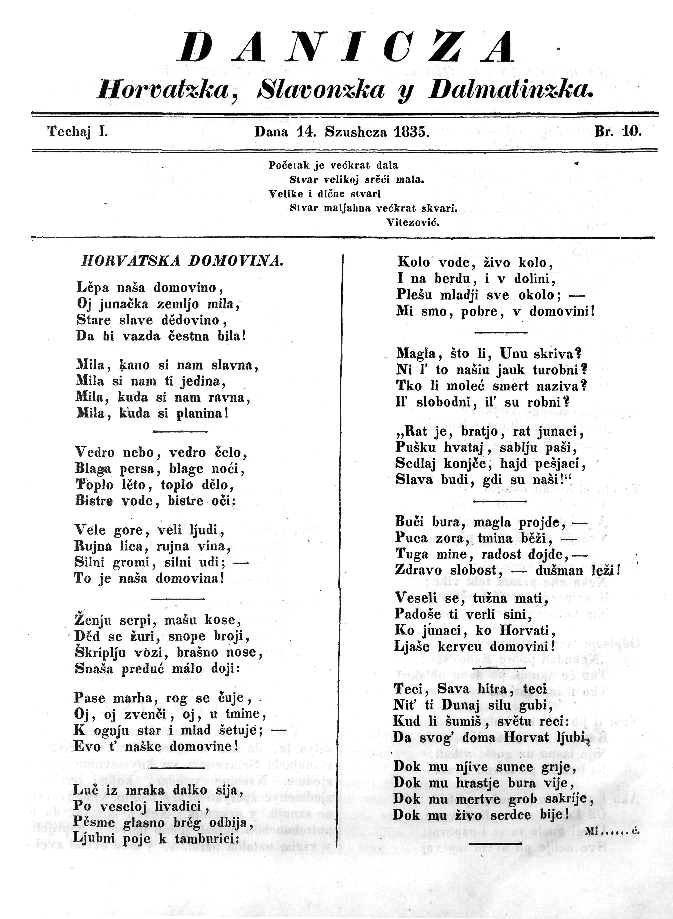
Erstveröffentlichung des Originaltextes vom 14. März 1835.

| Mila, kano si nam slavna, Mila si nam ti jedina. Mila, kuda si nam ravna, Mila, kuda si planina!     | Lieb bist du uns, wie du ruhmreich bist, Lieb bist uns du allein, Lieb bist du uns, wo du eben bist, Lieb bist du uns, wo du Gebirge hast!                      |
| Teci Dravo, Savo teci, Nit’ ti Dunav silu gubi, Sinje more svijetu reci: Da svoj narod Hrvat ljubi!  | Fließe Drau, Save fließe, Auch du Donau, verliere deine Kraft nicht. Blaues Meer, sage der Welt: Dass der Kroate sein Volk liebt,                               |
| Dok mu njive sunce grije, Dok mu hrašće bura vije, Dok mu mrtve grobak krije, Dok mu živo srce bije! | So lange die Sonne seine Felder wärmt, So lange die Bora seine Eichen umweht, So lange das Grab seine Toten bedeckt, So lange ihm sein lebendiges Herz schlägt. |

### Entstehung
Der Text stammt vom Schriftsteller und Lyriker Antun Mihanović (1796–1861), einem Träger der Illyrischen Bewegung, deren Ziel die Vereinigung aller kroatischen Gebiete war. Die Erstveröffentlichung erfolgte am 14. März 1835 unter dem Titel Horvatska domovina („Kroatische Heimat“) in der Nummer 10 des Literaturmagazins Danica („Morgenstern“) und umfasste im Original sieben Voll- bzw. 14 Halbstrophen.

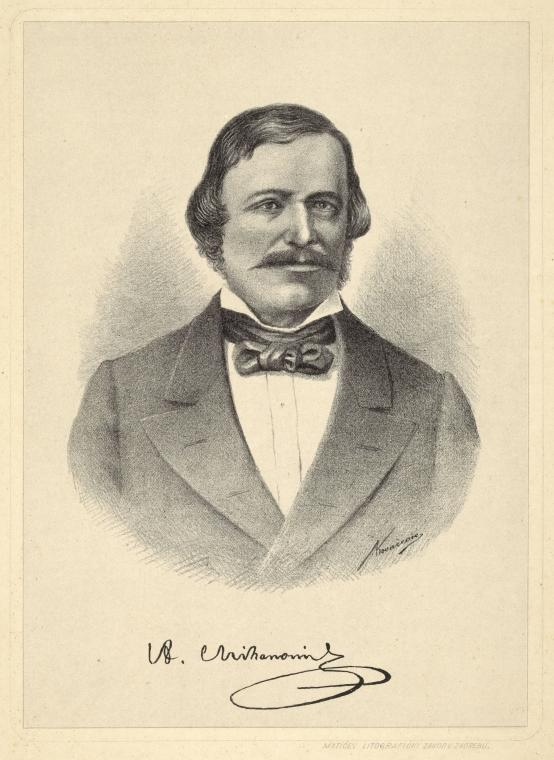
Antun Mihanović, der Dichter der Hymne

### Variationen
Aus historischen und politischen Gründen wurde der Text mehrfach redigiert, besonders die dritte Strophe.
Der ursprüngliche Text war der eines kroatisch-slawonischen Heimatliedes. Es ist von dom (im Sinne von Heimat), nicht von narod (im Sinne von Nation) die Rede. Das Meer wird noch nicht erwähnt, Dalmatien ist noch nicht mit einbezogen, als Verbindung zur Welt fungiert die Donau:
| Kroatischer Text                                                                                      | Deutsche Übersetzung |
| --- | --- |
| Teci Savo, hitra teci, Nit’ ti Dunav silu gubi, Kud li šumiš, svijetu reci: Da svog doma Hrvat ljubi. | Fließe, Save, du schnelle Auch du Donau, verliere deine Kraft nicht Wohin du auch rauscht, sag der Welt Dass der Kroate sein Heim/seine Heimat liebt |

In der auch heute gültigen Fassung dann wird durch die Einfügung des Meeres (more) und der Drau explizit auf den territorialen Umfang des dreieinigen Königreiches Kroatien, Dalmatien und Slawonien Bezug genommen. Die Liebe des Kroaten gilt jetzt seiner Nation (narod), das Lied wird explizit zur Nationalhymne:
Teci Savo, Dravo teci,

Nit’ ti Dunav silu gubi,

Sinje more svijetu reci:

Da svoj narod Hrvat ljubi!
Schließlich existiert eine dritte Fassung dieser Strophe, die unter dem Ustascha-Regime verwendet wurde. In dieser wird zusätzlich die Drina erwähnt, um den territorialen Anspruch auf ganz Bosnien-Herzegowina („Kroatien bis zur Drina“) zu untermauern:
| Kroatischer Text                                                                                      | Deutsche Übersetzung |
| --- | --- |
| Savo, Dravo, Drino teci, Nit’ ti Dunav silu gubi, Sinje more svijetu reci: Da svoj narod Hrvat ljubi! | Save, Drau, Drina, fließe Auch du Donau, verliere deine Kraft nicht Blaues Meer, sag der Welt Dass der Kroate sein Volk/seine Nation liebt |

## Melodie
Der Text soll 1846 von Josip Runjanin (1821–1878) vertont worden sein. Zu diesem Zeitpunkt diente dieser als 25-jähriger Kadett im 10. Königlich Kroatischen Grenzinfanterie-Regiment in Glina an der Grenze zum osmanischen Bosnien. Er war Militärmusiker und freier Komponist.
Die Originalpartitur ist verschollen, sodass Runjanins Urheberschaft immer wieder von Historikern und Musikwissenschaftlern angezweifelt wird. So ist der Musikologe und Historiker Andrija Tomašek der Ansicht, dass Runjanin nicht der Komponist sei.
Der Musikdozent Vatroslav Lichtenegger (1809–1885) erstellte 1861 ein Manuskript für die Notensetzung, nach dem Vorsingen des Liedes durch Studenten. Er veröffentlichte das Lied ein Jahr später harmonisiert als Arrangement für einen vierstimmigen Männerchor in der Chorsammlung Sbirka različitih četveropjevah mužkoga bora – svezak II, broj 9 („Sammlung verschiedener vierstimmiger Lieder für Männerchor – Band II, Nr. 9“).
Danach wurde es in diversen anderen Notensammlungen unter dem Originaltitel Horvatska domovina veröffentlicht, bis es 1864 unter dem Kurznamen Lijepa naša in einer Sammlung mehrerer vierstimmiger Lieder, die von der Zagreber Musikgesellschaft Religiöser Jugendlicher herausgegeben wurde.
Im späten 19. Jahrhundert ist der heutige Hymnentitel Lijepa naša domovino in Gebrauch gekommen.

## Entwicklung
Schon zu österreichisch-ungarischer Zeit galt das Lied als eine Art kroatische Nationalhymne und wurde bei feierlichen Anlässen gesungen. Allerdings war es nur eine von mehreren „Nationalhymnen“.

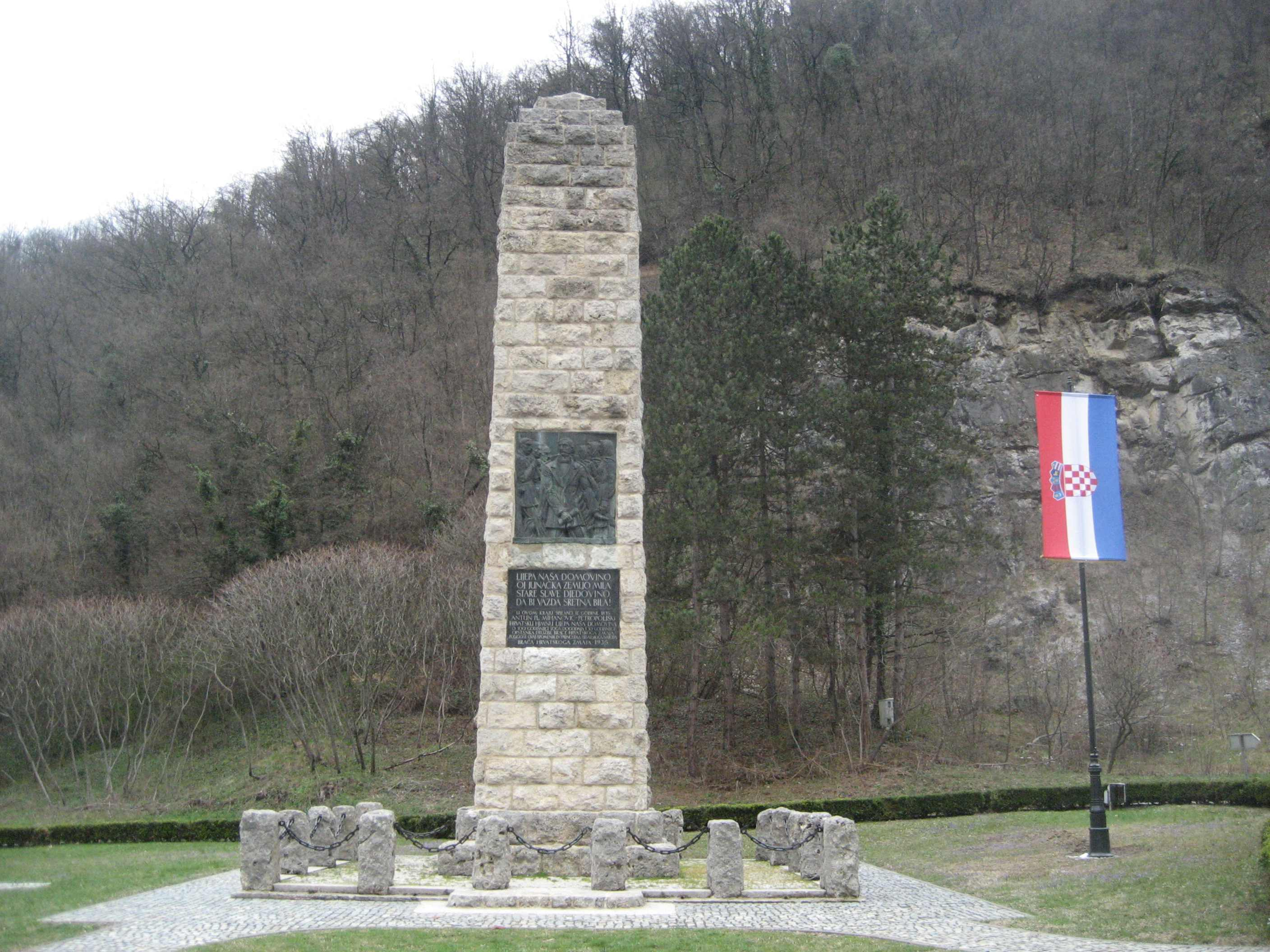
Denkmal zum 100. Jahrestag der Uraufführung an der Straße zwischen Klanjec und Kumrovec.

Bei den patriotischen Kundgebungen zur Jubiläumsausstellung der Kroatisch-Slawonischen Wirtschaftsgesellschaft vom 15. August bis zum 14. Oktober 1891 löste der Vortrag des Liedes spontane Begeisterungsstürme aus. In diesem Jahr wurde sie als „die kroatische Hymne“ bezeichnet. In den folgenden Jahren wurde sie zur inoffiziellen Nationalhymne und wurde direkt im Anschluss der Kaiserhymne gesungen.
Der Verband der kroatischen Gesangsvereine machte 1907 eine Eingabe an das kroatische Parlament, das Lied als offizielle Hymne anzuerkennen.
Als Kroatien zum Ende des Ersten Weltkriegs am 29. Oktober 1918 seine Unabhängigkeit von Österreich-Ungarn proklamierte, wurde das Lied im kroatischen Parlament gespielt.
Auch in der Zwischenkriegszeit fand das Lied als inoffizielle Nationalhymne Anwendung, obwohl die traditionellen Nationallieder Serbiens, Kroatiens und Sloweniens zu einem Staatslied des Königreichs Jugoslawien kombiniert worden waren.
Im Zweiten Weltkrieg wurde das Lied Nationalhymne des Unabhängigen Staates Kroatien und sowohl von der faschistischen Ustascha, als auch von den kommunistischen Partisanen gesungen.
Nach dem Krieg war es im kommunistischen Jugoslawien lange verboten das Lied zu singen. Die Schwestern von Adolf Andrić erhielten dafür 1950 Gefängnisstrafen bis zu sieben Jahren. Am 29. Februar 1972 wurde sie durch Verfassungszusatz zur Hymne der Sozialistischen Republik Kroatien erhoben.

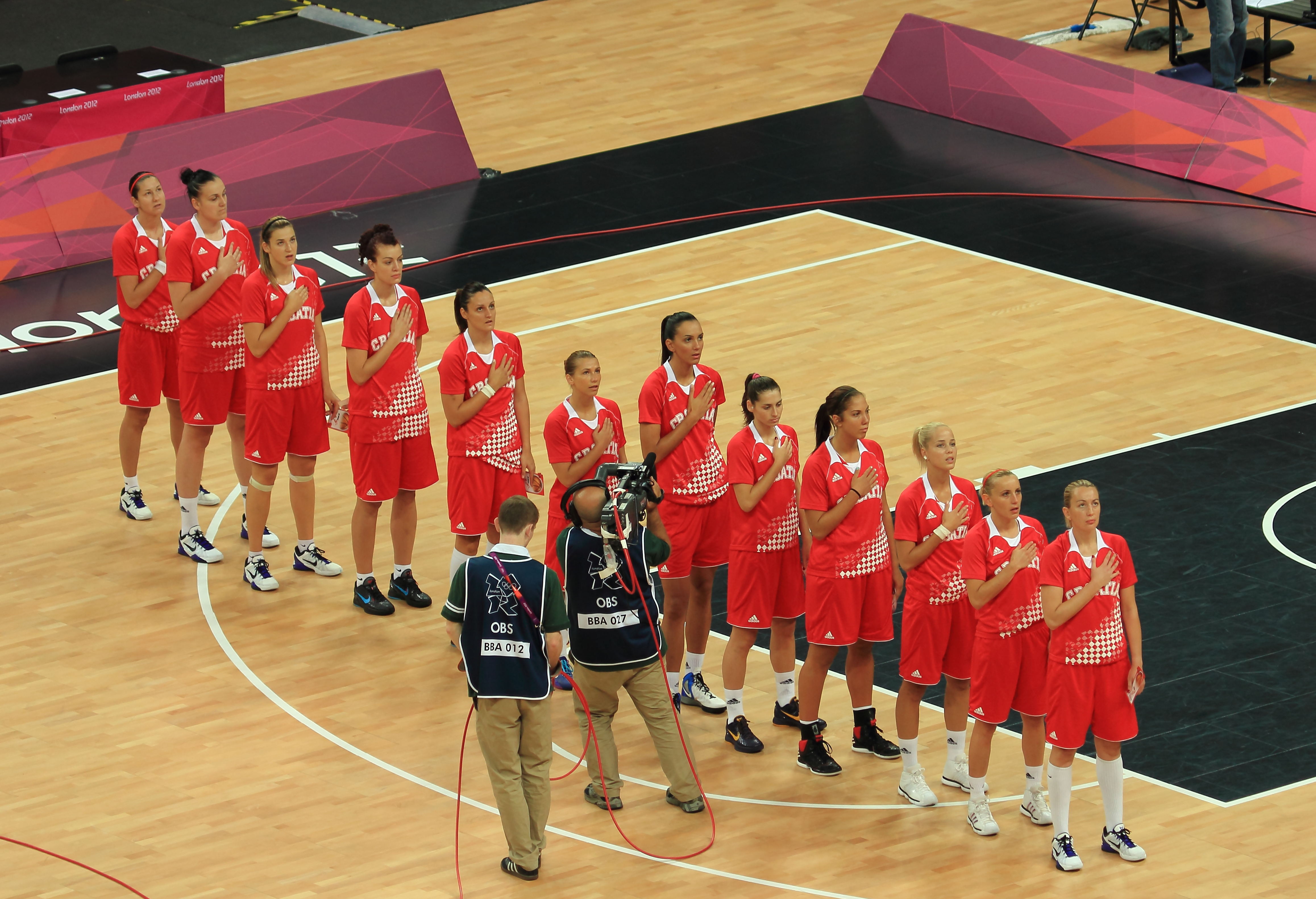
Die kroatische Basketballnationalmannschaft der Damen beim Absingen der Nationalhymne (2012)

Nach der Unabhängigkeitserklärung Kroatiens erhielt das Lied mit der ersten Verfassung des Landes vom 21. Dezember 1990 den Rang als Nationalhymne.